# Sarah Juel Werner
Sarah Juel Werner (født 27. juli 1992) er en dansk skuespiller. Hun fik sin første store hovedrolle i spillefilmen Ulvepigen Tinke som 9-årig. Ud over Ulvepigen Tinke har Sarah også lagt stemme til Lilo fra Disney-tegnefilmen Lilo & Stitch og har haft en birolle i Per Flys film Arven som datteren Marie-Louise.
I en alder af syv år gik hun til mime-undervisning og var med i en lille teatergruppe, der hed Søllerødderne. Hun har fået en del hoved- og biroller i nogle spillefilm efter sin medvirken i Ulvepigen Tinke.
Sarah er storesøster til barneskuespilleren Jonathan Werner Juel, som bl.a. spiller lillebror i julekalenderen Jesus og Josefine og halvbror i Karlas kabale.
I 2006 fik Sarah hovedrollen som Cecilie i DR's julekalender Absalons Hemmelighed.

## Filmografi

### Film
| År   | Titel             | Rolle        | Noter    |
| ---- | ----------------- | ------------ | -------- |
| 2002 | Ulvepigen Tinke   | Tinke        |          |
| 2002 | Lilo & Stitch     | Lilo         | Stemme   |
| 2003 | Arven             | Marie-Louise |          |
| 2004 | Brødre            | Natalie      |          |
| 2004 | Snowys jul        | Thea         |          |
| 2006 | Drømmen           | Iben         |          |
| 2008 | To verdener       | Elisabeth    |          |
| 2008 | Det som ingen ved | Bea          |          |
| 2009 | Træneren          | Pernille     | Kortfilm |
| 2015 | En chance til     | Pige         |          |

### TV-serier
| År   | Titel                | Rolle        | Noter                    |
| ---- | -------------------- | ------------ | ------------------------ |
| 2006 | Absalons Hemmelighed | Cecilie      | Julekalender             |
| 2018 | Doggystyle           | Ida          |                          |
| 2020 | Sommerdahl           | Cecilie      | Sæson 2, Episode 15 & 16 |
| 2022 | Sygeplejeskolen      | Fru Grønbech | Sæson 5, Episode 1       |